# Allinge-Sandvig

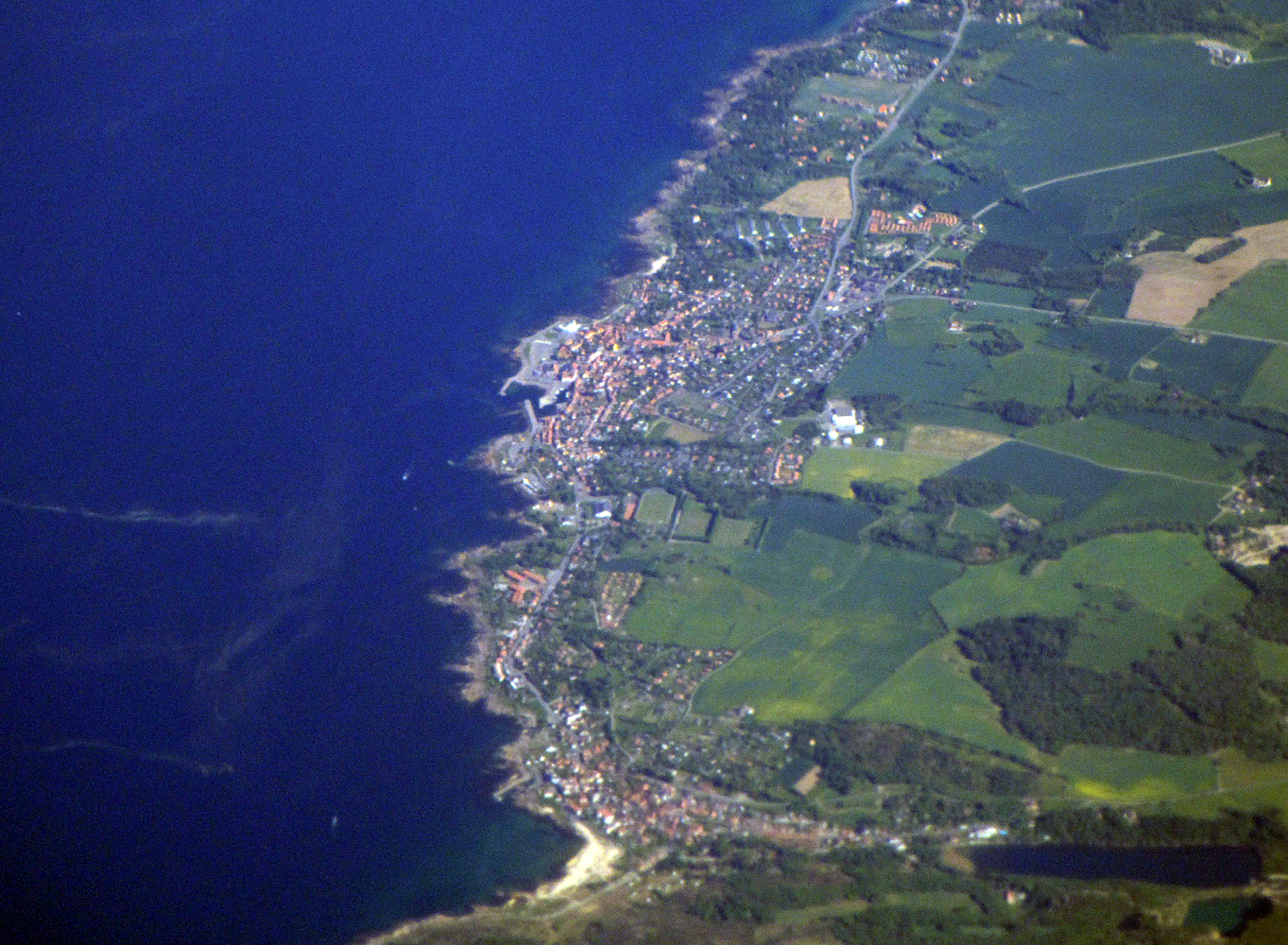
Allinge-Sandvig, Luftaufnahme

Allinge-Sandvig ist ein Ort an der Nordspitze der dänischen Ostseeinsel Bornholm. Die Fischerdörfer Sandvig (im Norden) und Allinge wuchsen schon früh zusammen. Am 1. Januar 2025 lebten in Allinge-Sandvig 1446 Einwohner.

## Natur

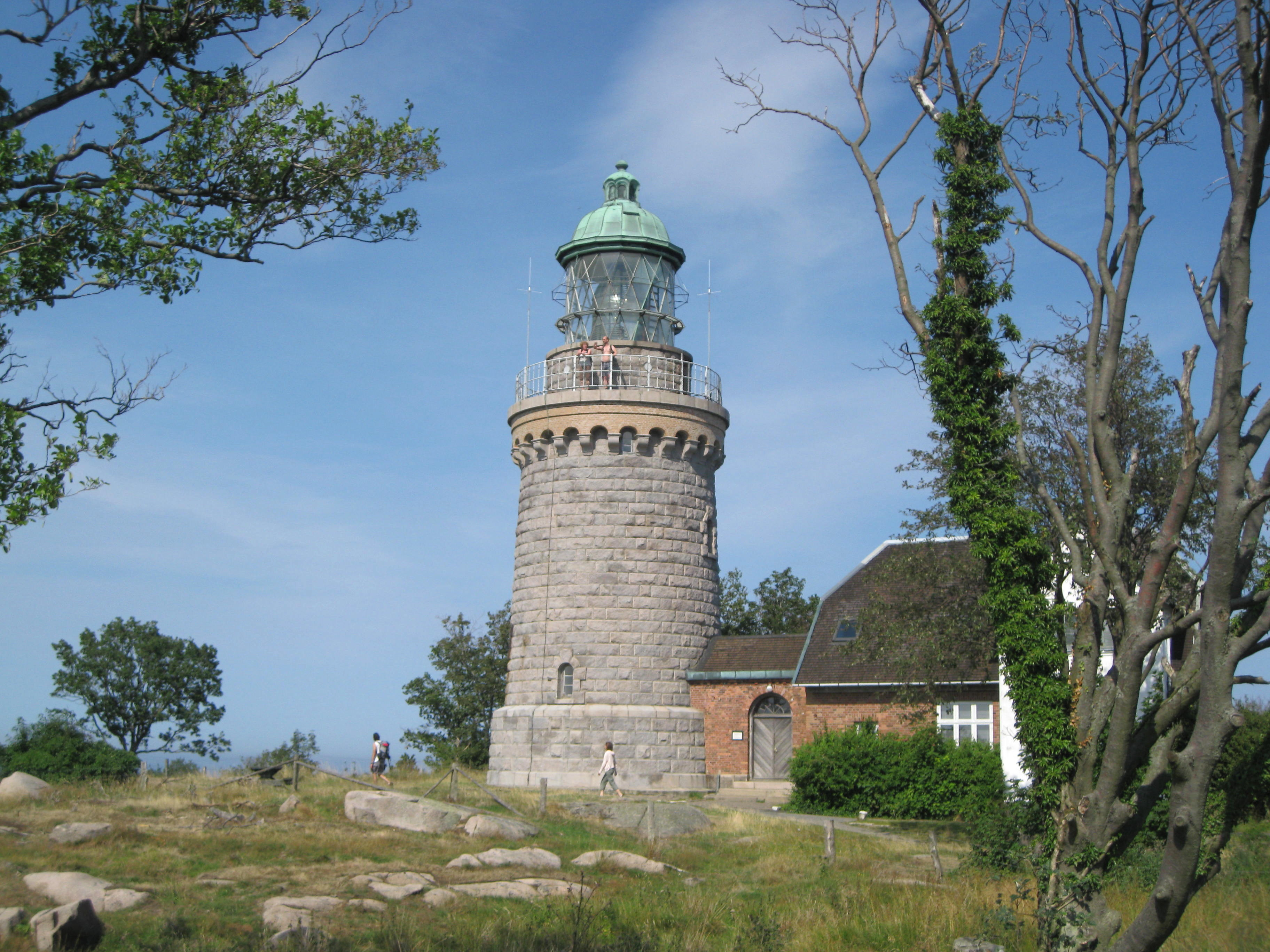
Leuchtturm Hammeren Fyr

Südwestlich von Sandvig befindet sich das Naturschutzgebiet des Hammeren oder auch Hammerkuden genannt. Im Gebiet des Hammeren befindet sich außerdem der größte See Bornholms, der sogenannte Hammersø (Hammersee), und ein tiefer, See namens Opalsø, der von den felsigen Hängen eines ehemaligen Granit-Steinbruchs umgeben ist. Der komplette Hammerknuden ist heutzutage ein geschütztes Naturschutzreservat. Es gibt aber einige Wanderwege, die Hammeren mit Sandvig und der Burgruine Hammershus verbinden. Hier befinden sich auch die beiden Leuchttürme Hammeren Fyr und Hammerodde Fyr an der Nordspitze, bevor er als Wanderpfad bis zum Südosten des Hafens  Hammerhavn weiterführt.

## Geschichte
Etwa ab 1900 wurde der Tourismus zum wichtigen Erwerbszweig. Bis 2002 bildete der Ort mit Gudhjem und einigen weiteren Dörfern die Kommune Allinge-Gudhjem mit einer Fläche von 154 Quadratkilometern.

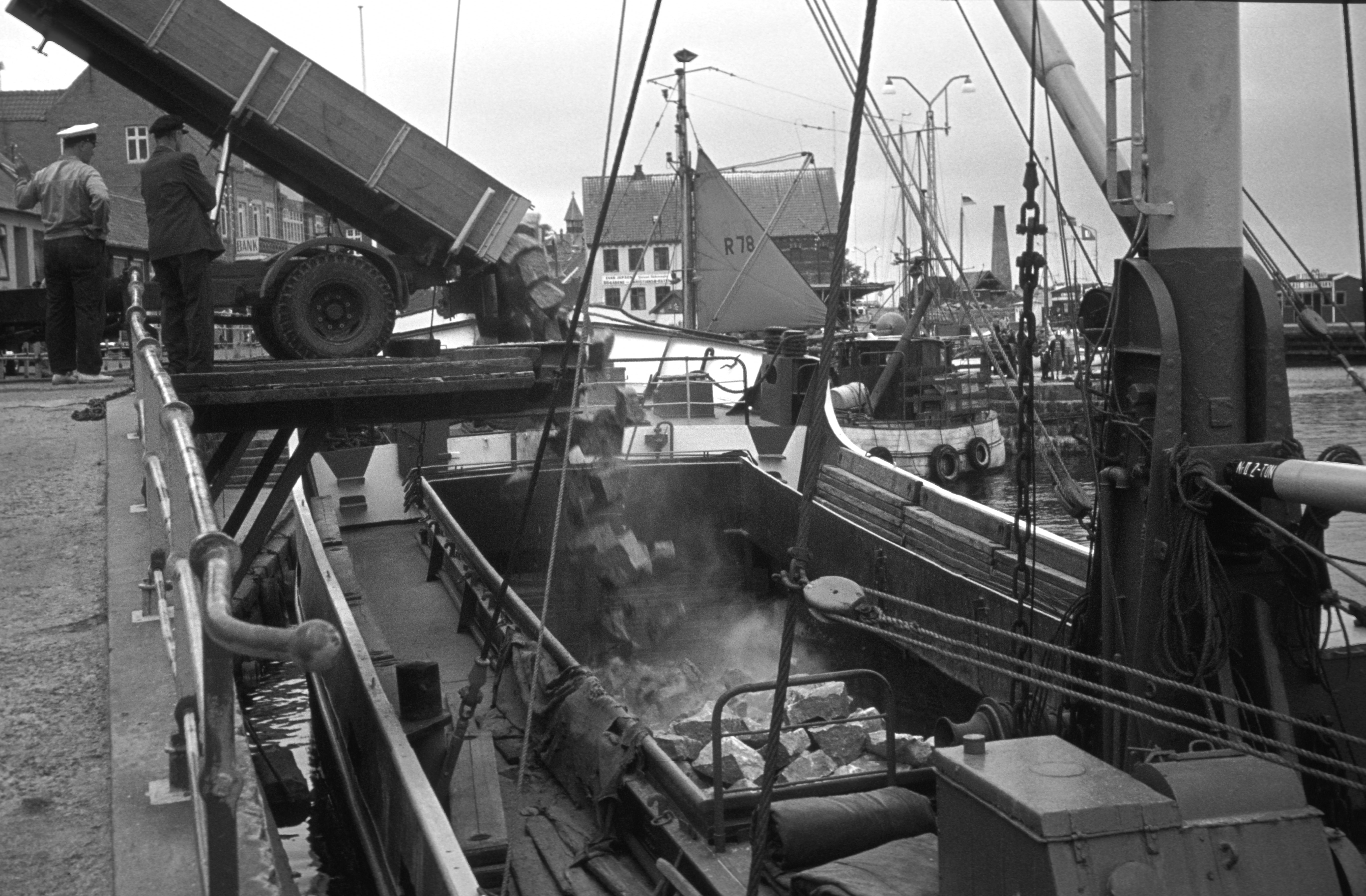
Verladen von Granit im Hafen von Allinge, 1971
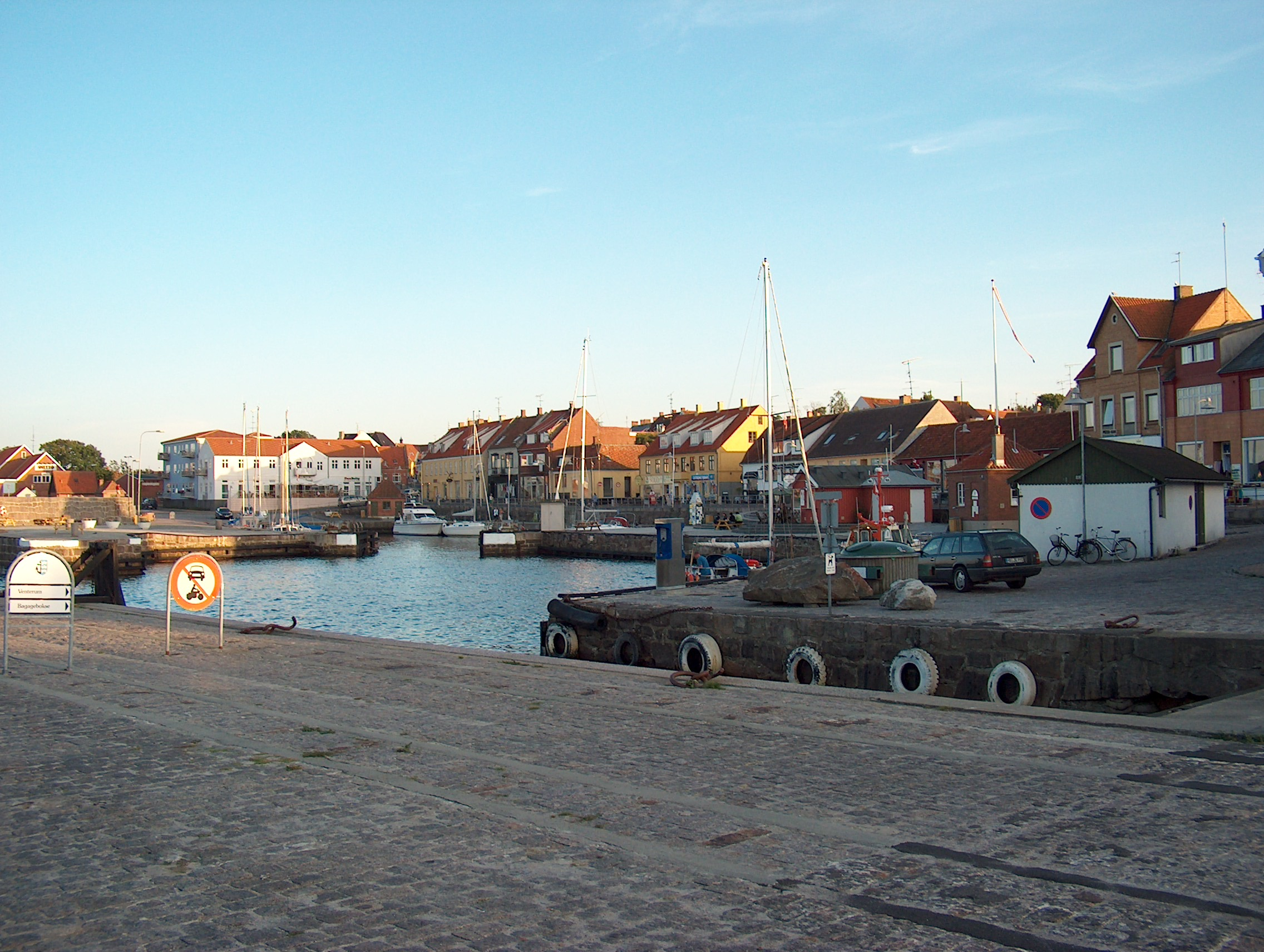
Hafen von Allinge
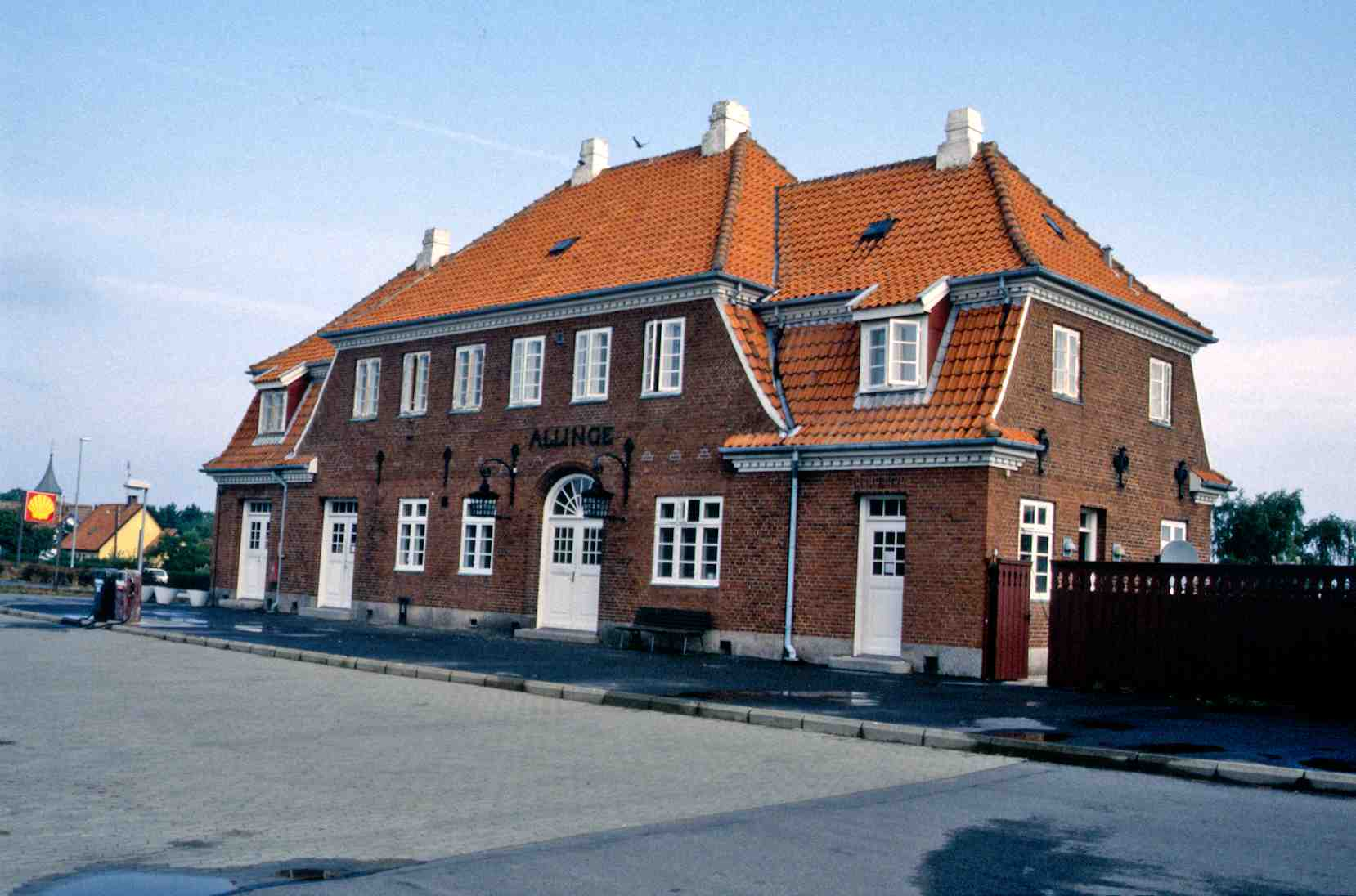
Ehemaliger Bahnhof Allinge
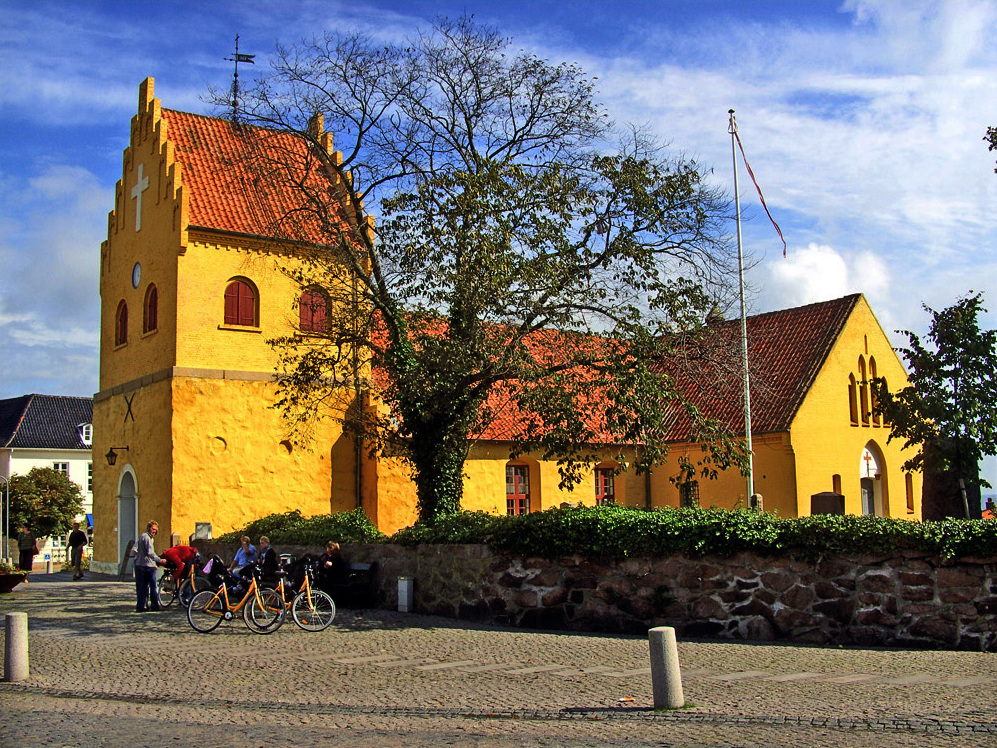
Allinge kirke
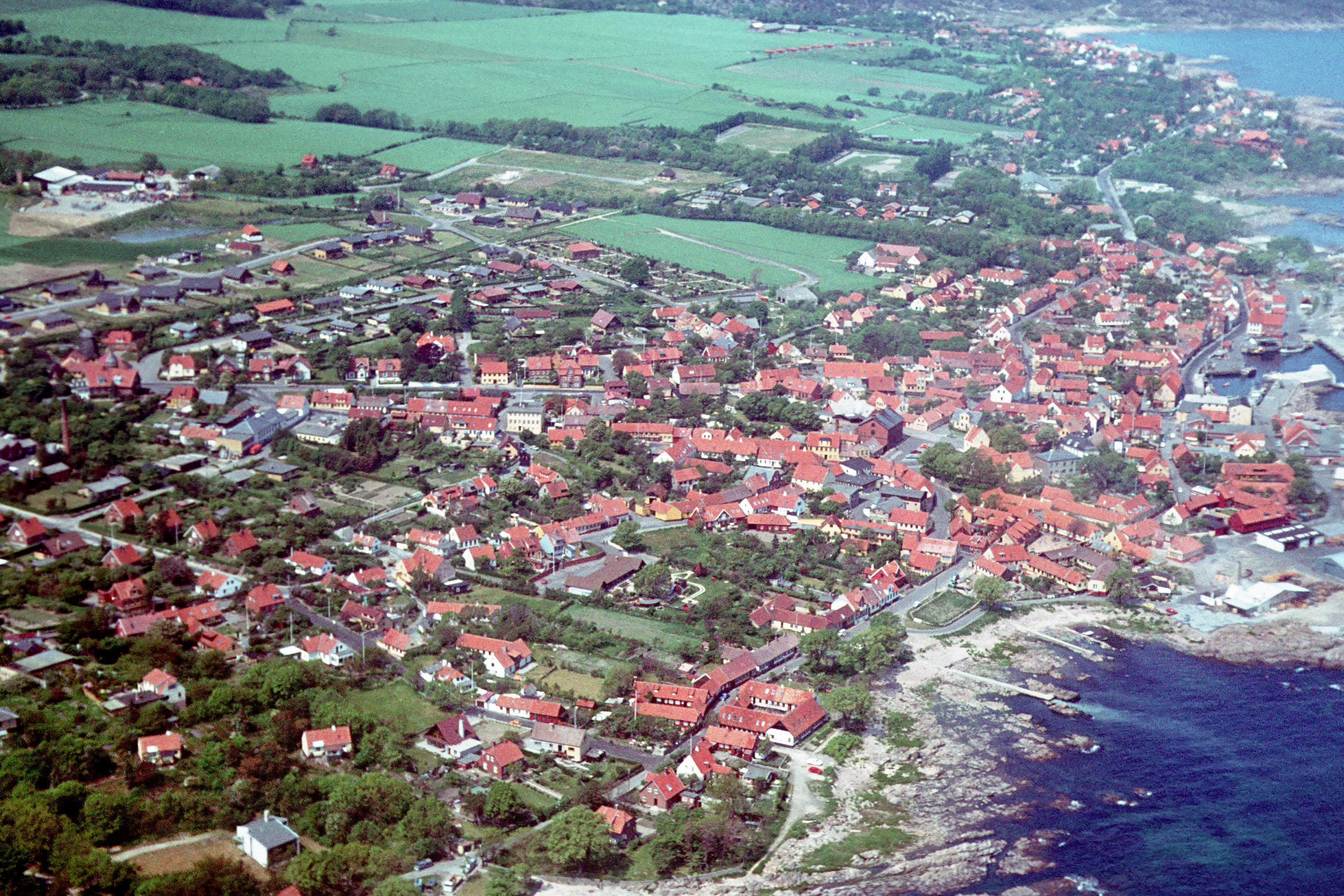
Allinge (Luftaufnahme)
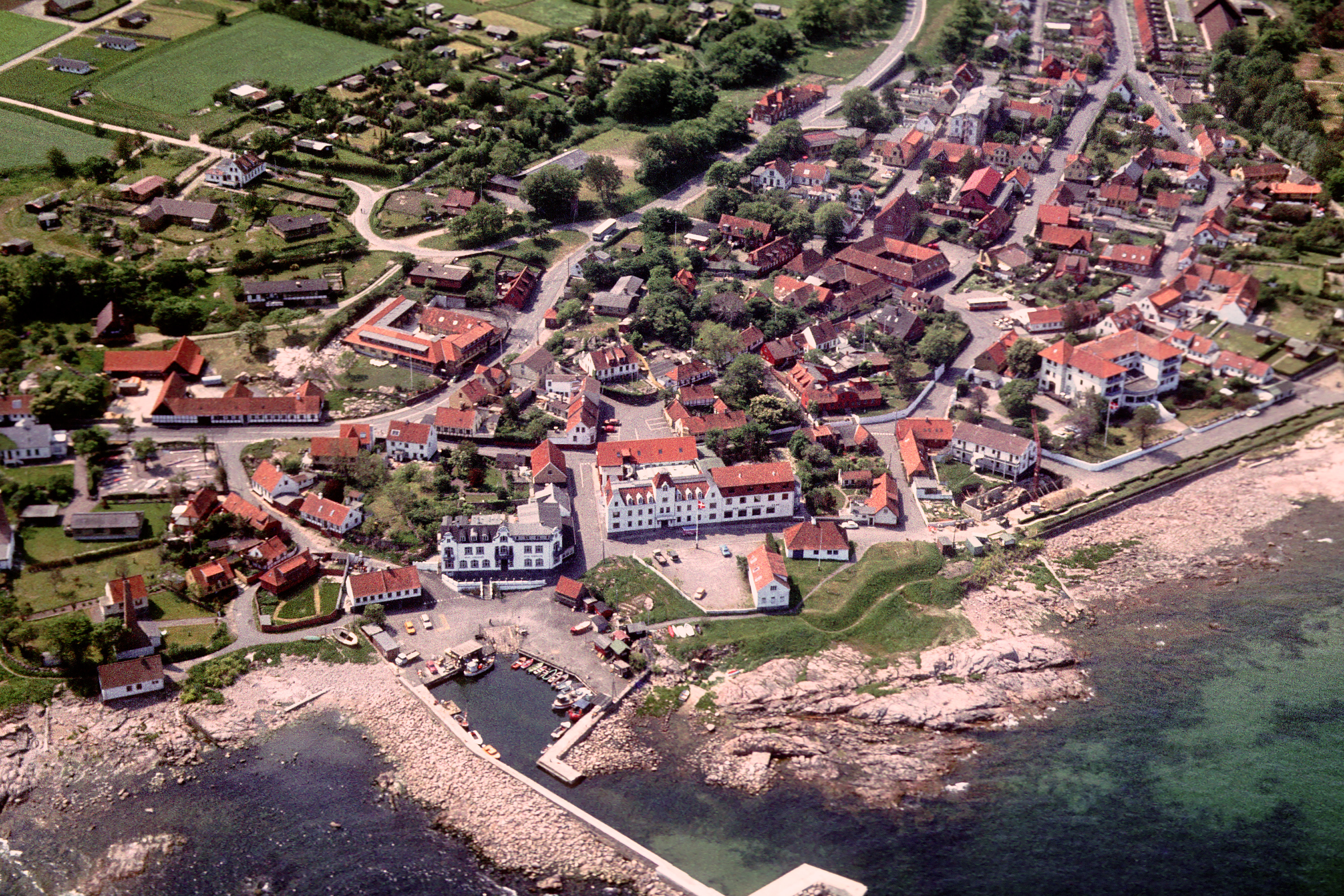
Sandvig (Luftaufnahme)

Allinge und Sandvig wurden am 6. Mai 1913 mit der Inselhauptstadt Rønne über eine 31,2 Kilometer lange Eisenbahnstrecke verbunden, die den Namen Rønne-Allinge Jernbaneselskab A/S trug. Bei Madseløkke zwischen Allinge und Sandvig zweigte eine Strecke zum Allinger Hafen ab. (Die ehemalige Schienenverlegung im Hafen ist noch auf dem nebenstehenden Hafen-Bild zu sehen.) Die zunehmende Konkurrenz durch den Autoverkehr führte am 15. September 1953 schließlich zur Stilllegung der Bahnstrecke.

## Sehenswürdigkeiten
In der Umgebung von Allinge-Sandvig findet man zahlreiche Felszeichnungen. Die Madsebakke-Felszeichnungen zwischen Sandvig und Allinge stammen aus der Bronzezeit und sind die umfangreichsten ihrer Art in Dänemark.
In Olsker bei Allinge befindet sich die Sankt-Ols-Kirche aus dem 12. Jahrhundert. Sie ist eine der vier für Bornholm typischen Rundkirchen. Sie war im Mittelalter nicht nur für die Gottesdienste, sondern auch für die Verteidigung bedeutsam. Die Schießscharten im oberen Stockwerk der Kirche zeugen heute noch davon. Das charakteristische Kegeldach wurde später hinzugefügt.
An der Nordspitze Bornholms steht der Leuchtturm Hammerodde fyr. Westlich von Sandvig, schon fast an der Küste, ist der inzwischen gelöschte Leuchtturm Hammeren fyr ein beliebtes Ausflugsziel. Im Hafen von Allinge befindet sich eine Lotsenstation, hier ist ein Lotsenboot stationiert.
An der Nordwestküste nahe Allinge befindet sich die Ruine der Burg Hammershus aus dem 13. Jahrhundert. Sie liegt auf einem 74 Meter hohen Felsplateau und wird von einer 750 Meter langen Ringmauer umgeben. Nördlich der Burgruine befindet sich der bei Freizeitskippern beliebte Hammer Havn.
In der Nähe des Ortes befinden sich mit dem Hammeren bruddet und den Moseløkken sten bruddet zwei große und sehenswerte Steinbrüche. Im ersteren Steinbruch befindet sich ein größerer See. Am Moseløkken sten bruddet gibt es das Moseløkken Stenbrudsmuseum, welches Einblicke von der Bornholmer Steinbruchindustrie damals und heute bietet. In dem zum Museum gehörenden Steinbruch gibt es Schauvorführungen.
Die nationale dänische Radroute Bornholm Rundt (N 10) führt durch Allinge und Sandvik.

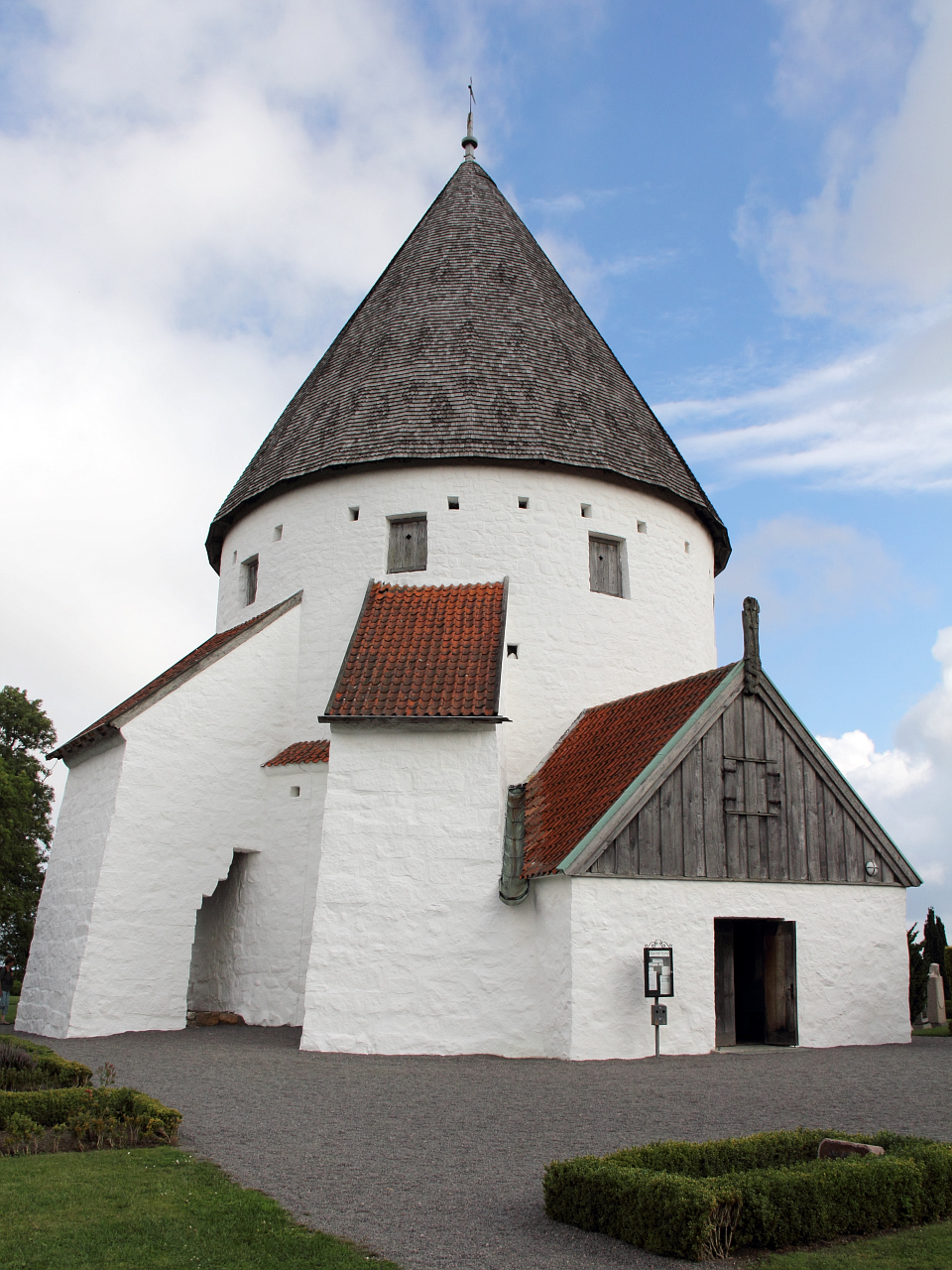
Ols Kirke in Olsker
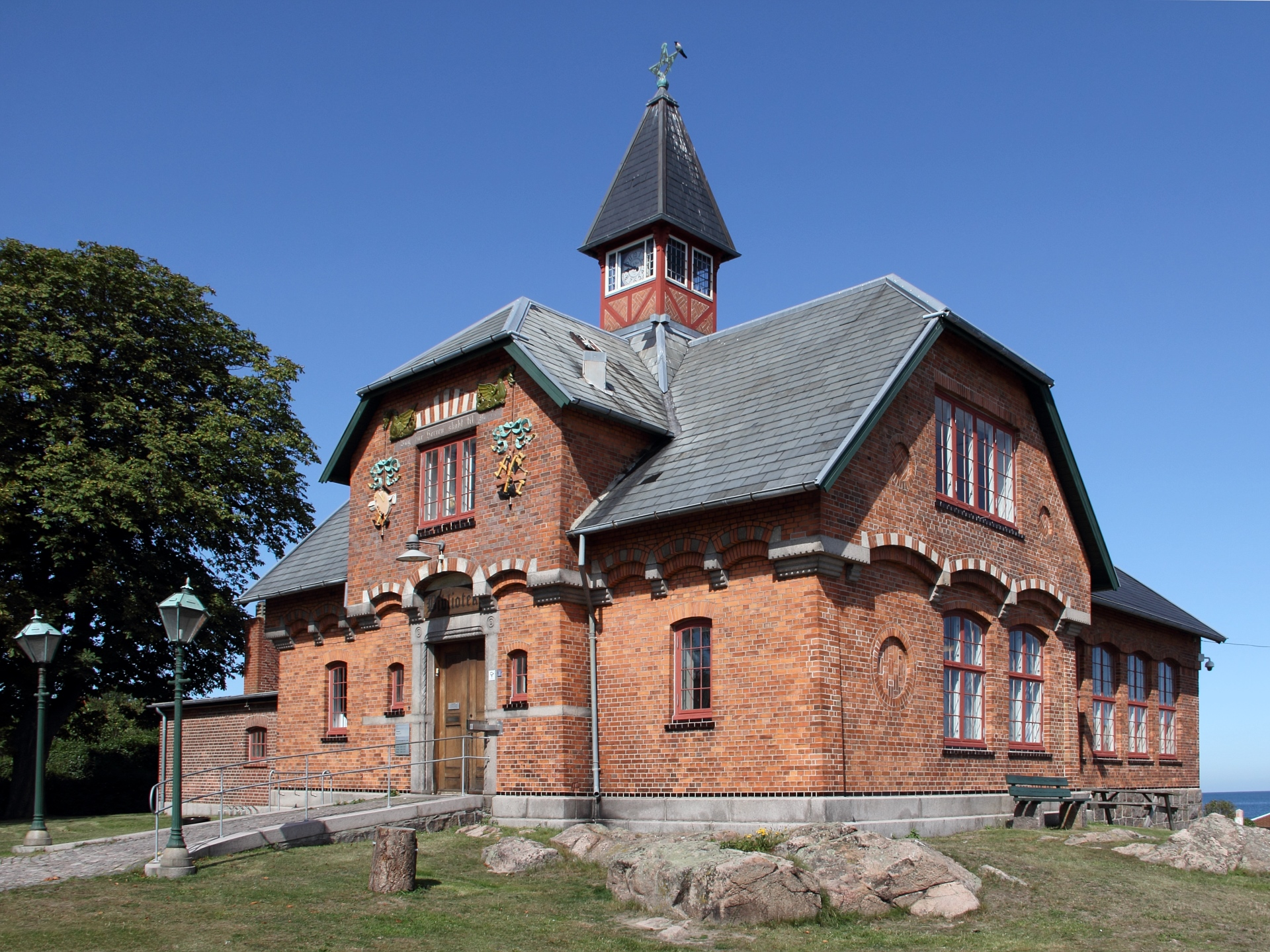
Die Bücherei in Allinge
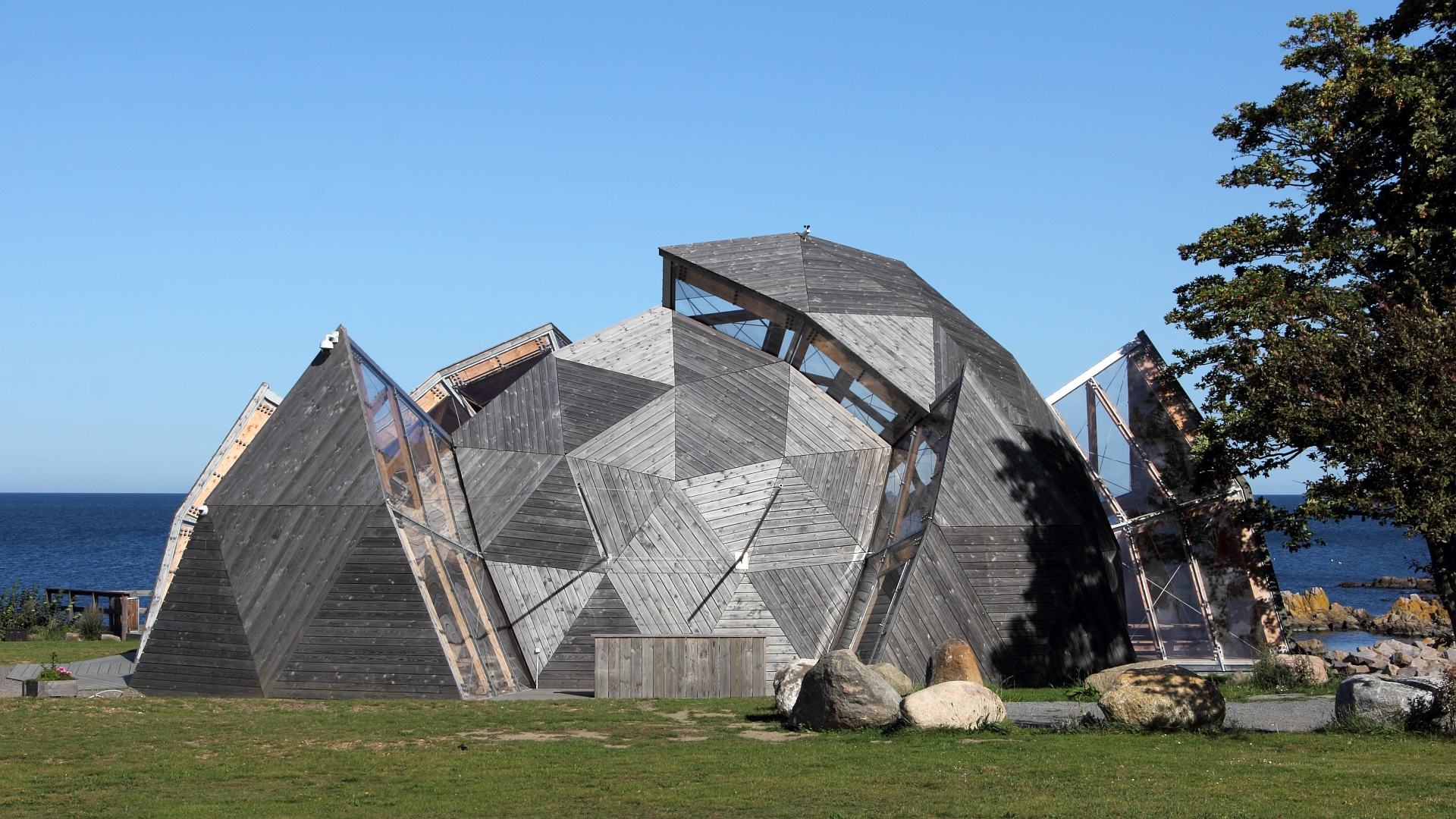
Allinge Domen
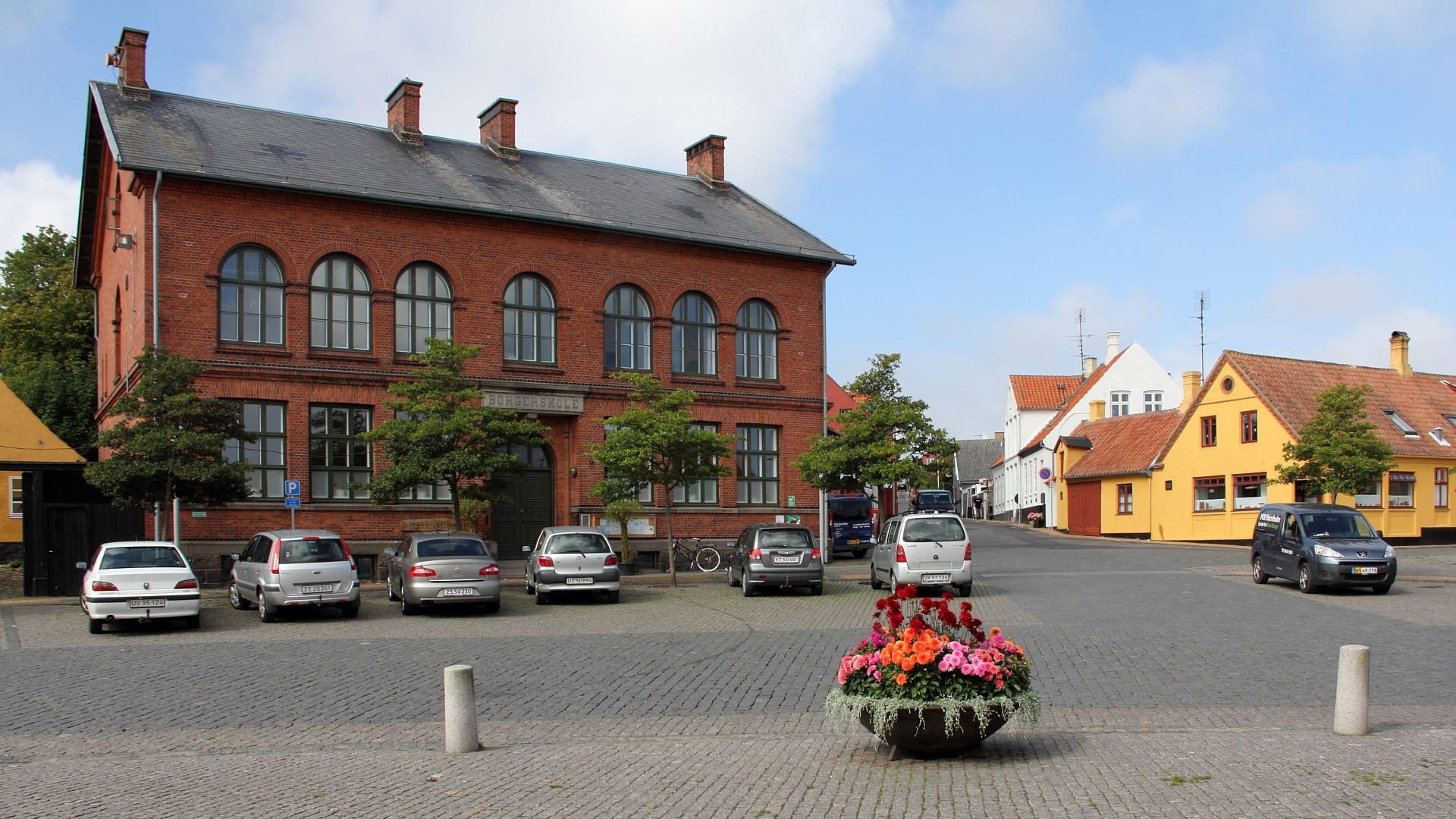
Am Kirkeplatz in Allinge
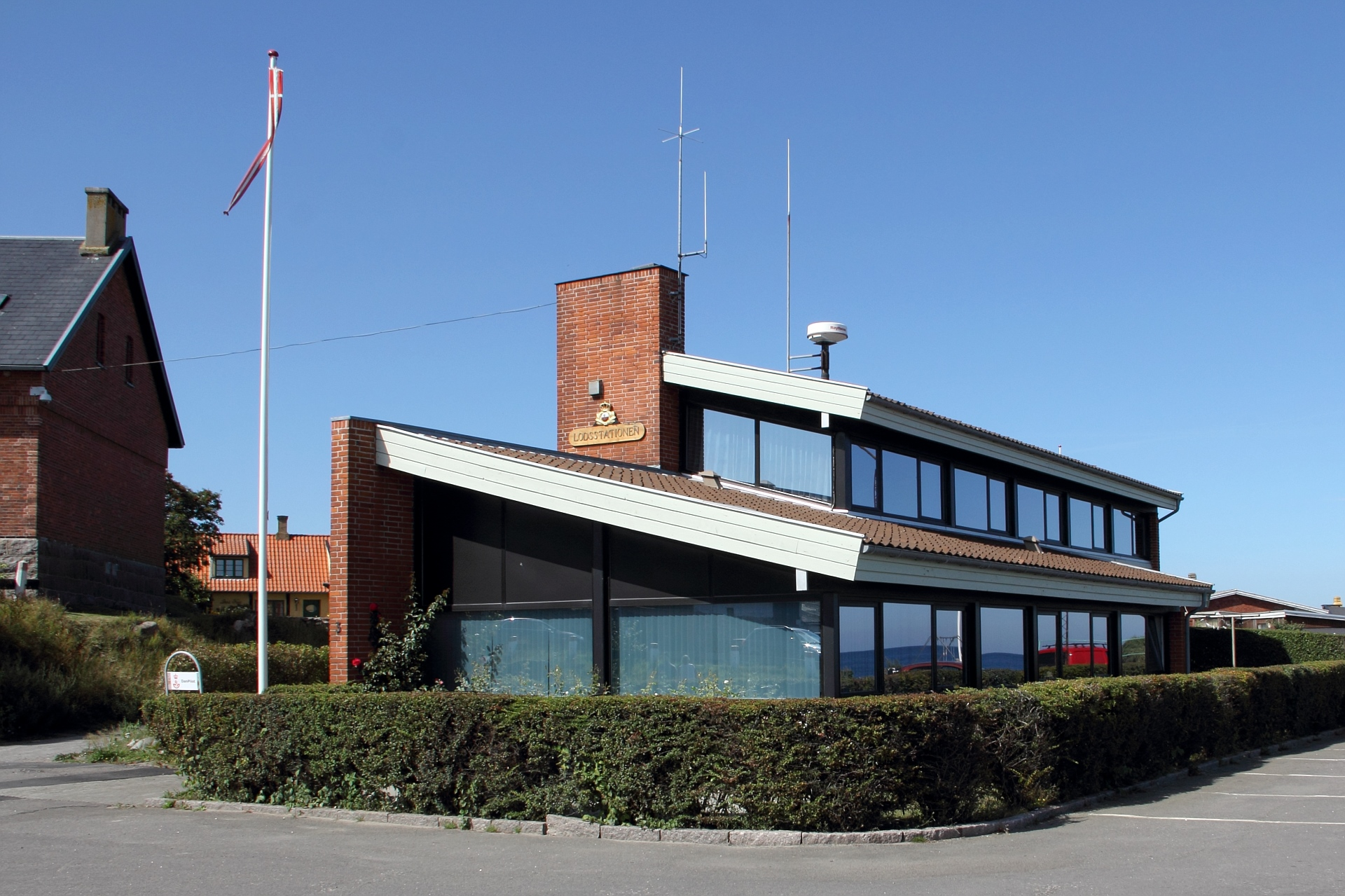
Lotsenstation beim Hafen in Allinge
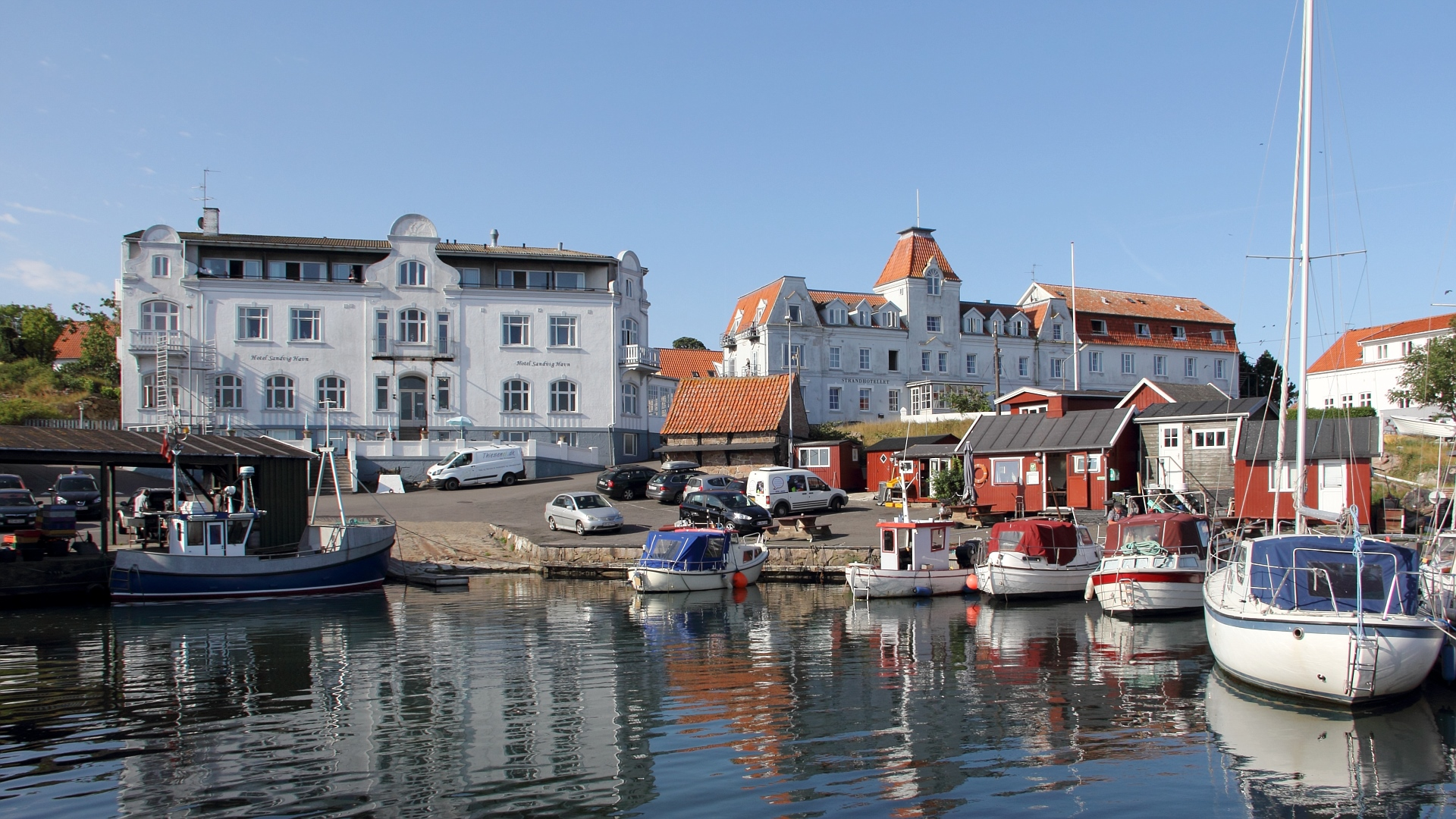
Hafen und Häuser in Sandvig
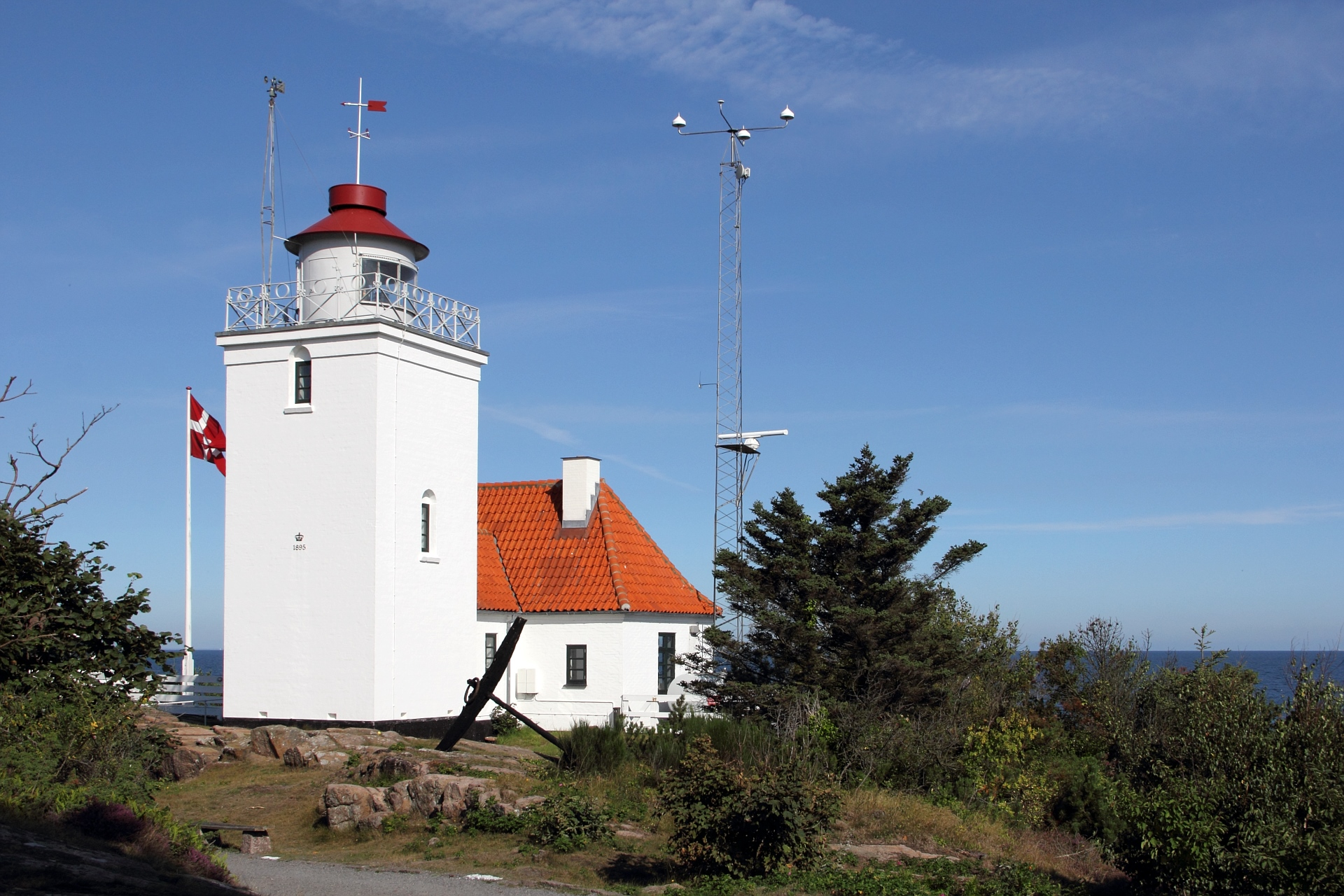
Leuchtturm Hammer Odde
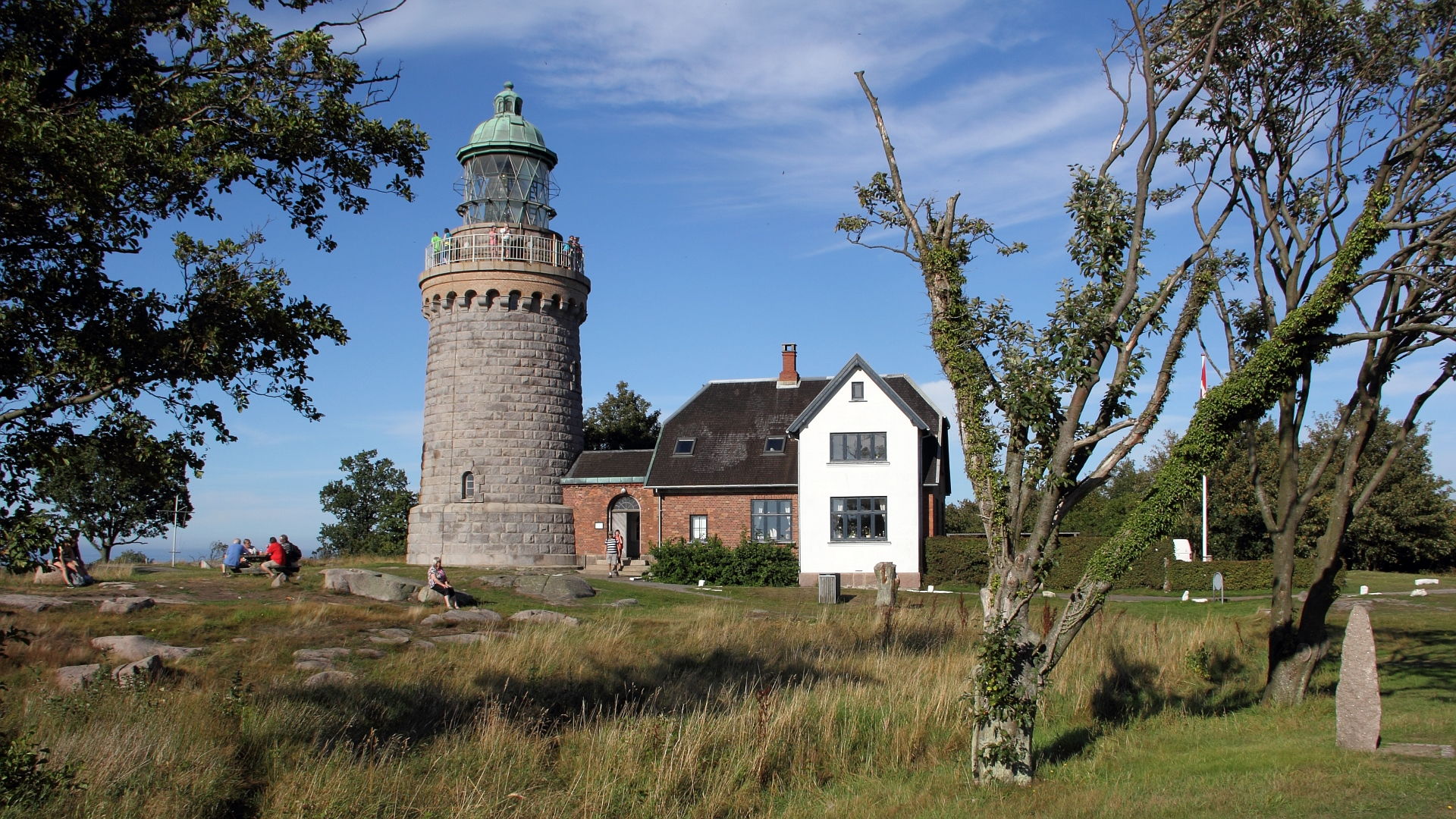
Leuchtturm Hammeren (gelöscht)
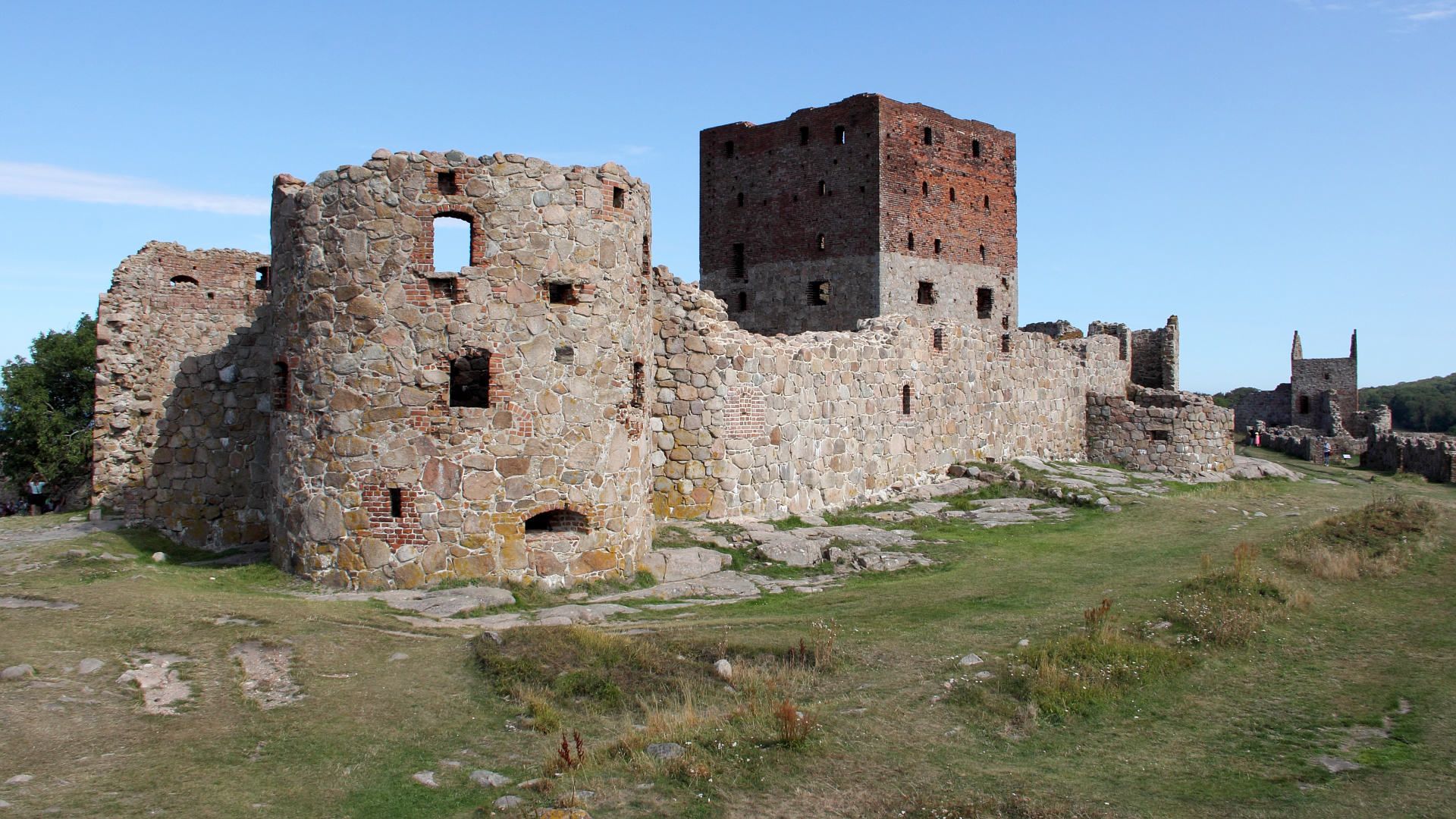
Burgruine Hammershus
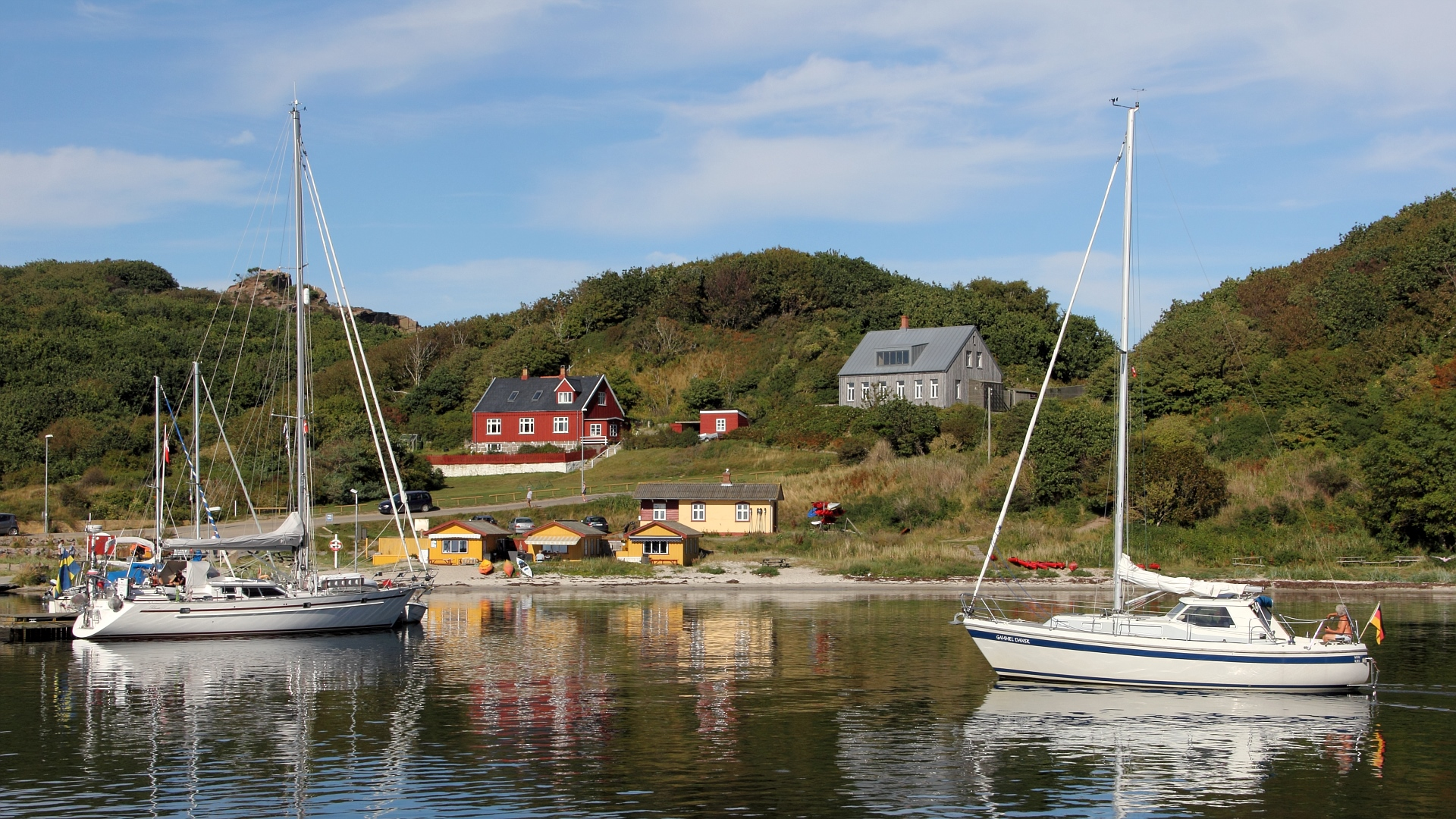
Hammer Havn
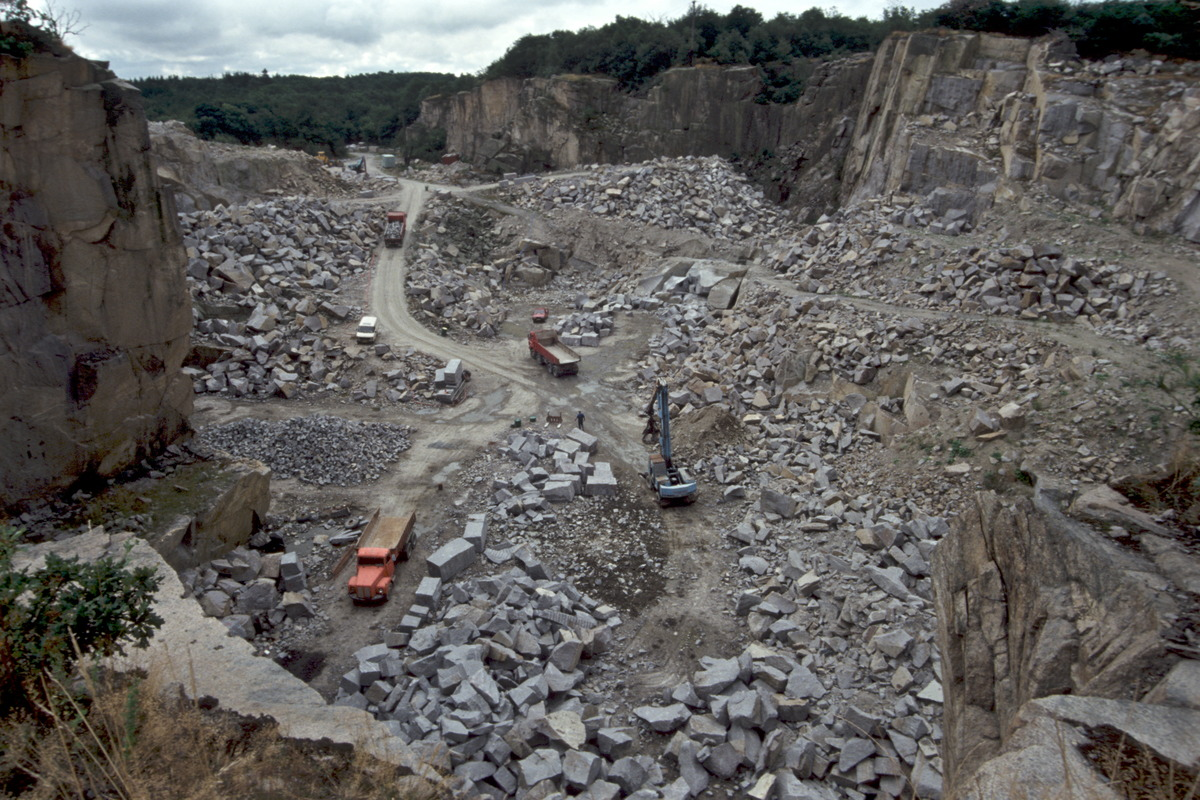
Der Moseløkken-Steinbruch, 1991

## Sonstiges
In den beiden großen zum Ort gehörigen Steinbrüchen kann geklettert werden, so befinden sich im Moseløkken sten bruddet über 100 Kletterrouten.